# Clifford Gatt Baldacchino
Clifford Gatt Baldacchino (9 febbraio 1988) è un calciatore maltese, difensore del Qrendi.

## Carriera

### Club
Ha giocato nella massima serie del campionato maltese con varie squadre.

### Nazionale
Con la nazionale maltese ha esordito il 14 agosto 2013 nell'amichevole Azerbaigian-Malta (3-0).